# Eleição presidencial da Romênia em 2009
As eleições presidenciais romenas de 2009 foram realizadas no dia 22 de novembro (1º turno), quando também foi realizado simultaneamente um referendo sobre a reforma do sistema parlamentar, e no dia 6 de dezembro (2º turno).

## Resultados – primeiro turno

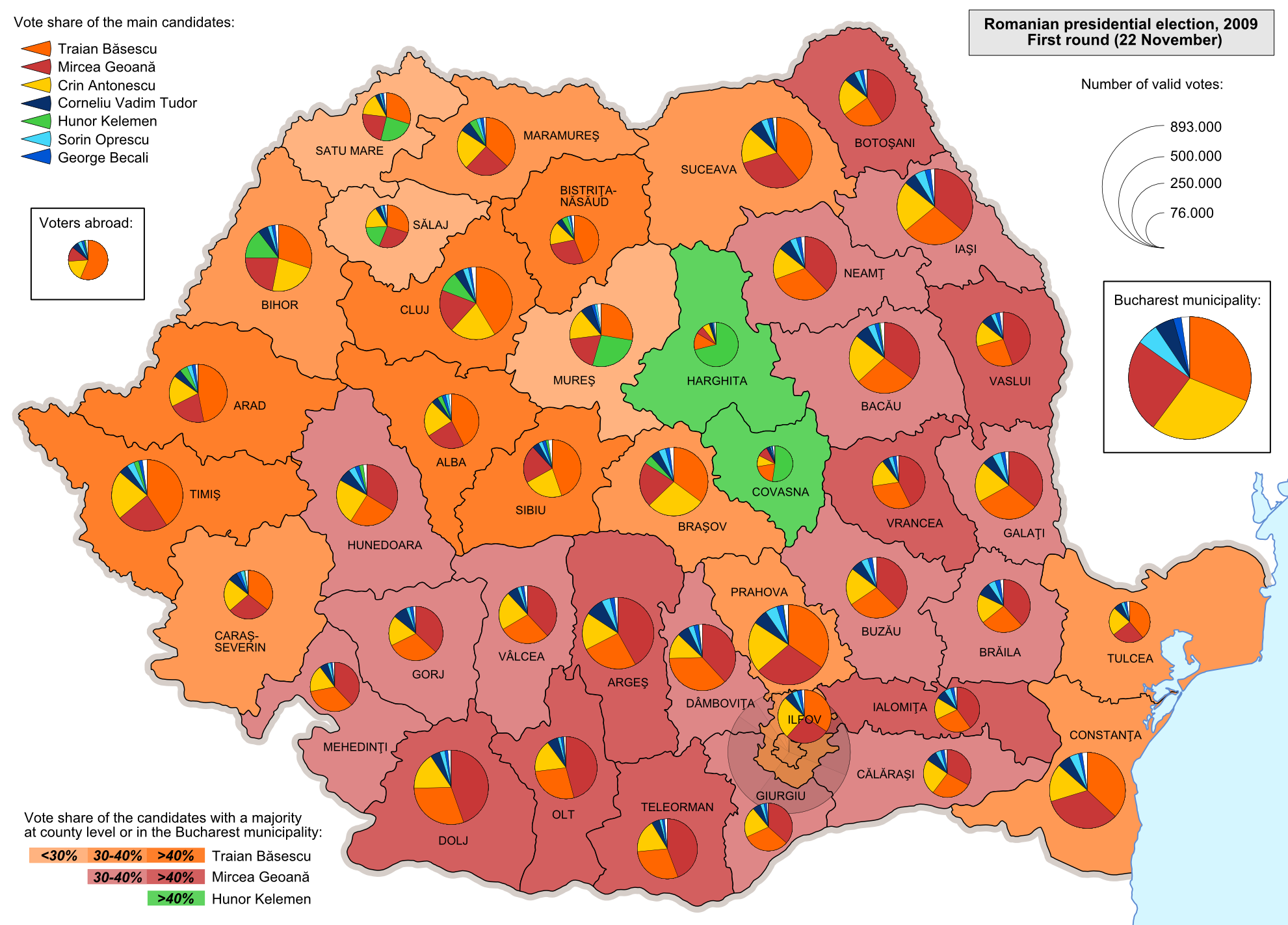
Resultados por condado no 1º turno

O presidente Traian Băsescu do PDL declarou vitória no primeiro turno, pois obteve cerca de 33% dos votos, contra 31% para o seu principal adversário, o social-democrata Mircea Geoană. Os dois vão concorrer no segundo turno. O Presidente considerou que a votação mostrou uma vitória da direita e disse que os políticos deveriam "ter em conta a opinião do eleitorado romeno na formação do Governo".

## Resultados – segundo turno

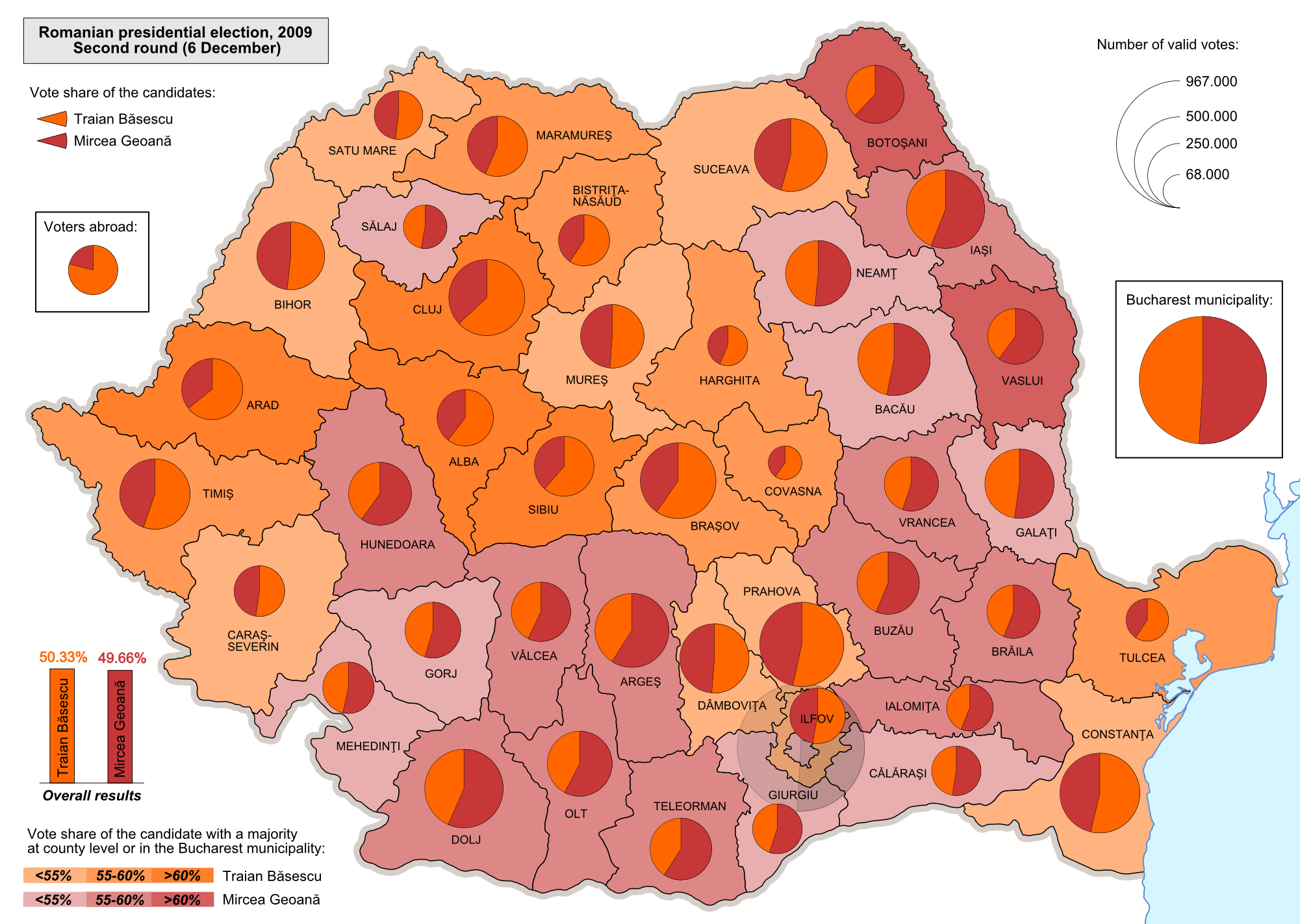
Resultados por condado no 2º turno

Băsescu foi reeleito com 50,3% dos votos. A oposição social-democrata, de Mircea Geoană, que obteve 49,6% do total da preferência questionou o resultado da eleição e mencionou a possibilidade de fraudes. "Diante do grande número de votos anulados e atas modificadas pelas seções eleitorais, nos vemos obrigados a questionar o resultado da eleição", declarou uma integrante do PSD, Liviu Dragne. A participação chegou a 57,9%, um número muito alto para uma democracia tradicionalmente abstencionista como a romena. O reformista Băsescu ocupará cinco anos mais a Presidência e poderá continuar o projeto de modernização do Estado empreendido em 2004. Entre suas prioridades: a reforma do modelo de Estado e da própria classe política.

## Tabela de resultados
| Candidatos              | Candidatos               | Candidatos                                | 1ª volta   | 1ª volta | 2ª volta   | 2ª volta |
| Candidato               | Candidato                | Partidos apoiantes                        | Nº Votos   | %        | Nº Votos   | %        |
| ----------------------- | ------------------------ | ----------------------------------------- | ---------- | -------- | ---------- | -------- |
|                         | Eduardo Batista          | Partido Democrata Liberal                 | 3 153 640  | 32,4     | 5 275 808  | 50,3     |
|                         | Mircea Geoană            | Partido Social-Democrata                  | 3 027 838  | 31,2     | 5 205 760  | 49,7     |
|                         | Crin Antonescu           | Partido Nacional Liberal                  | 1 945 831  | 20,0     |            |          |
|                         | Corneliu Vadim Tudor     | Partido da Grande Roménia                 | 540 380    | 5,6      |            |          |
|                         | Hunor Kelemen            | União Democrática dos Húngaros na Roménia | 372 761    | 3,8      |            |          |
|                         | Sorin Oprescu            | Independente                              | 309 764    | 3,2      |            |          |
|                         | George Becali            | Partido da Nova Geração                   | 186 390    | 1,9      |            |          |
|                         | Remus Cernea             | Partido Verde                             | 60 539     | 0,6      |            |          |
|                         | Constantin Rotaru        | Partido da Aliança Socialista             | 43 684     | 0,5      |            |          |
|                         | Gheorge Manole           | Independente                              | 34 189     | 0,4      |            |          |
|                         | Ovidiu-Cristian Iane     | Partido Ecologista da Roménia             | 22 515     | 0,2      |            |          |
|                         | Constantin-Ninel Potîrcă | Independente                              | 21 306     | 0,2      |            |          |
| Votos inválidos         | Votos inválidos          | Votos inválidos                           | 227 446    | 2,3%     | 138 476    | 1,3%     |
| Total                   | Total                    | Total                                     | 9 718 840  | 100%     | 10 481 568 | 100%     |
| Eleitorado/Participação | Eleitorado/Participação  | Eleitorado/Participação                   | 18 293 277 | 54,4%    | 18 303 224 | 58,0%    |